# 隆线背鳞虫
隆线背鳞虫（学名：Lepidonotus carinulatus）为多鳞虫科背鳞虫属的动物。

## 分佈
分布于马达加斯加、红海、波斯湾、印度洋、印度尼西亚以及中国南海等海域，属于暖水种。

## 外部連結
- 維基物種上的相關：隆线背鳞虫